# سيفيرينا (مغنية)
سيفيرينا كوجيتش (ني فوكوفيتش ، من مواليد 21 أبريل 1972) هي مغنية وكاتبة أغاني ومغنية كرواتية معروفة فنياً باسم سيفيرينا  تم أدرجتها في أسبوعية ناسيونال الكرواتية ضمن قائمة أكثر 100 من الكروات نفوذاً، واصفة إياها بأنها «المشهورة الكرواتية الوحيدة حسنة النية».  في حين أنها ما زالت مجهولة ، صعدت إلى الشهرة في المنطقة بين عشية وضحاها تقريبا عندما تم إصدار شريط يظهر المغني في نشاط جنسي صريح.

## روابط خارجية
- سيفيرينا على موقع IMDb (الإنجليزية)
- سيفيرينا على موقع ميوزك برينز (الإنجليزية)
- سيفيرينا على موقع إن إن دي بي (الإنجليزية)
- سيفيرينا على موقع أول ميوزيك (الإنجليزية)
- سيفيرينا على موقع ديسكوغز (الإنجليزية)
- سيفيرينا على موقع قاعدة بيانات الفيلم (الإنجليزية)